# Madeleine Cortez
Madeleine Noelia Cortez Fuenzalida (* 6. April 2000 in Chépica, Chile) ist eine chilenische Handballspielerin, die für die chilenische Nationalmannschaft aufläuft.

## Karriere

### Im Verein
Cortez begann das Handballspielen im Jahr 2014 beim chilenischen Verein Club Aquelarre. In der Saison 2018/19 stand die Torhüterin beim spanischen Drittligisten Club Deportivo Beti Onak unter Vertrag. Anschließend schloss sie sich dem spanischen Zweitligisten Club Balonmano Puerto del Carmen an. Mit ihrer Mannschaft trat sie in der Saison 2020/21 in die División de Honor an. Ab dem Sommer 2022 hütete sie das Tor des spanischen Drittligisten Club Handbol Mislata. Im Sommer 2024 kehrte Cortez zum Club Balonmano Puerto del Carmen zurück.

### In Auswahlmannschaften
Cortez gehörte dem Kader der chilenischen Jugend- und Juniorinnennationalmannschaft an, mit denen sie im Jahr 2018 sowohl an der U-18-Weltmeisterschaft 2018 als auch an der U-20-Weltmeisterschaft 2018 teilnahm. Bei beiden Turnieren parierte sie jeweils 29 % der gegnerischen Würfe und erzielte jeweils einen Treffer. Kurz vor der Austragung der beiden Wettbewerbe gewann sie mit der chilenischen A-Nationalmannschaft die Bronzemedaille bei den Südamerikaspielen 2018. Anschließend nahm sie mit der chilenischen A-Nationalmannschaft an der Süd- und zentralamerikanischen Handballmeisterschaft 2021 sowie an den Südamerikaspielen 2022 teil. Bei der Süd- und zentralamerikanischen Handballmeisterschaft 2022 konnte sie mit Bronze einen weiteren Medaillengewinn verbuchen. Es folgte die Teilnahme an den Panamerikanischen Spielen 2023, bei den sie mit Chile im Spiel um die Bronzemedaille gegen Paraguay unterlag. Mit Chile nahm sie an der Weltmeisterschaft 2023 teil und schloss das Turnier auf dem 27. Platz ab. Cortez hielt im Turnierverlauf 33 % der gegnerischen Würfe.